# ポテトパンケーキ
ポテトパンケーキ（英語: potato pancake）は、すりおろしたジャガイモとタマネギに鶏卵や小麦粉、香辛料や食塩を加えた生地を、フライパンや鉄板で焼いた料理。さまざまなバリエーションが存在する。

## 主なポテトパンケーキ
ポテトパンケーキは北欧や東欧で広く食べられている料理であり、下記のほか、ラトビアやフィンランドにもさまざまなバリエーションが存在する。現代北米で見られるポテトパンケーキは、ヨーロッパ系移民の伝統的なポテトパンケーキがもとになっている。

### ドイツ
- カルトッフェルクーヘン (Kartoffelkuchen)
- カルトッフェルプッファー (Kartoffelpuffer)
- ライバーダーチ (Reiberdatschi)
- ライベクーヘン (Reibekuchen)
- バガース (Baggers)あるいはバッケス (Backes)

※リーベクーヘン(liebekuchen)

### スイス
- レシュティ (Rösti)

### ポーランド
ポーランドの北西部では、様々な味付けをされたポテトパンケーキが食べられている。例えば、ポーランド語でいうハンガリーのポテトパンケーキ（プラツキ・ヴェンギェルスキェ、Placki węgierskie）は、スパイスを効かせたグヤーシュ（ポーランド語：Gulasz〈グラーシュ〉。牛肉の煮物。）を添えたものである。

### 東欧ユダヤ人（アシュケナジム）
- ラトケス (Latkes, Lotkes)

### スウェーデン
- ラッグムンク (Raggmunk)
- ポタティスカーカ (Potatiskaka)
- ポタティスブッラー (Potatisbullar)
- ポタティスプレッター (Potatisplättar)
- ロラカー (Rårakor)
- ポタティスヴォッフラー (Potatisvåfflor)
- レヴヴォッフラー (Revvåfflor)

### アイルランド
- ボクスティ(Boxty)

### ベラルーシ
- ドラニキ(Дранікі)

### 北米
- ハッシュドポテト（ハッシュブラウン） (Hash Brown)
- テイタートッツ (Tater Tots)